# Лос-Агуаралес-де-Вальпальмас
42°9′15.81″ пн. ш. 0°50′13.3″ зх. д. / 42.1543917° пн. ш. 0.837028° зх. д.

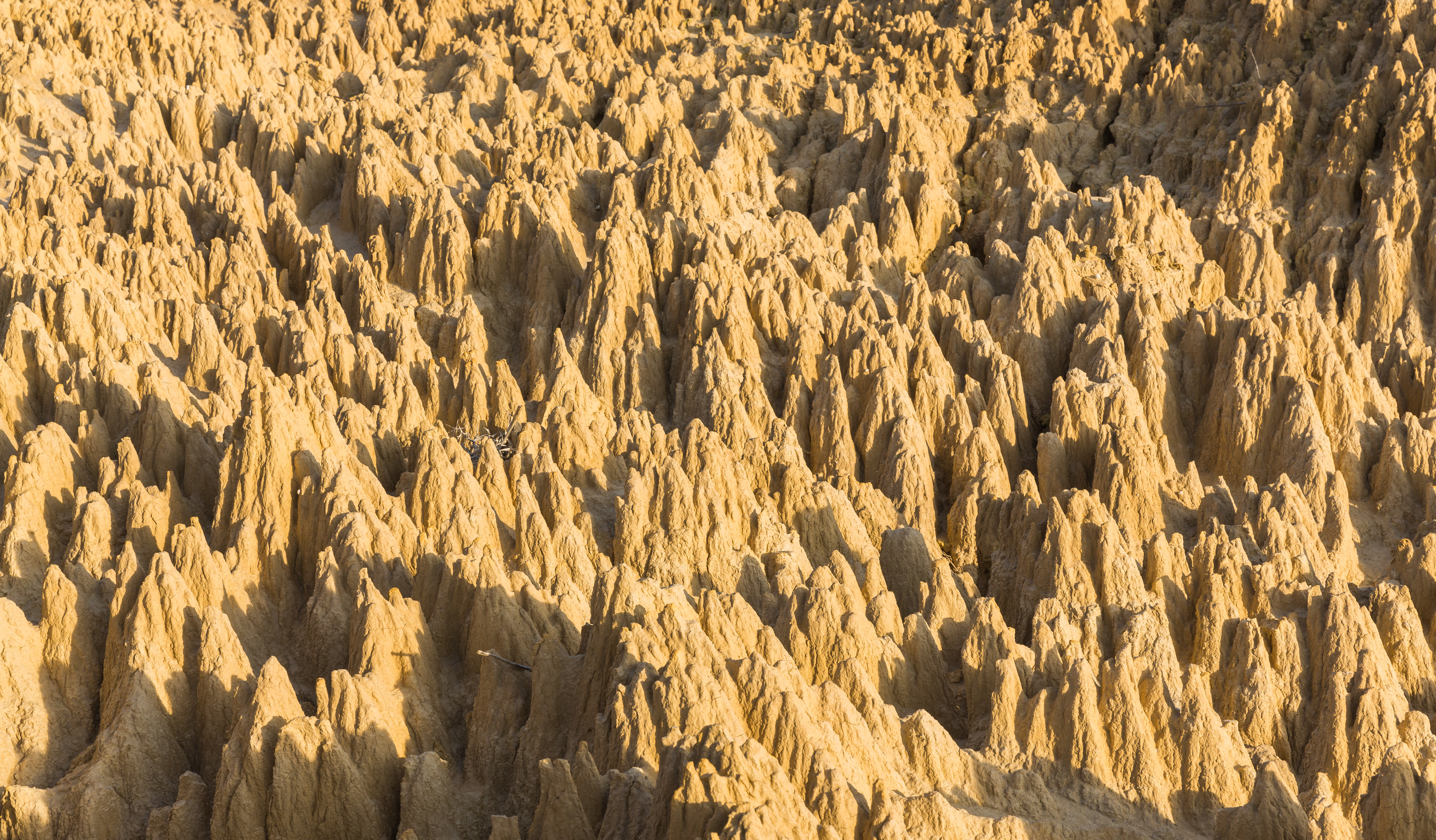
Лос-Агуаралес-де-Вальпальмас

Лос-Агуаралес-де-Вальпальмас (ісп. Los Aguarales de Valpalmas), також відоме як Агуаралес-де-Вальдемірез (ісп. Aguarales de Valdemiraz) — рідкісна, динамічна геологічна формація у Вальпальмас, Сарагоса, Іспанія. Рельєф є результатом водної ерозії пухких четвертинних суглинків і супісків.

## Геологія
Лос-Агуаралес є результатом ерозійної дії поверхневих і підземних водних потоків на нестійкі гірські породи у семіаридному кліматі, де рідкісні але сильні опади, утворюють бурхливі водні потоки. Вважається, що основна частина утворень Лос-Агуаралес з'явилась у голоцені (за останні 10000 років) і походить з вимитих порід верхів'їв і з боків широкого яру. Незважаючи на крихкість цих утворень, вони покриті кіркою мулу і глини, яка тимчасово захищає їх від ерозії. Крім того, в підкладці Лос-Агуаралес є значна кількість натрію, який прискорює дисперсію ґрунту і втрачає когерентність в присутності води, прискорюючи ерозію.

## Туризм
Щоби дістатися до Лос-Агуаралес, треба проїхати провінційним шляхом ZP-1150 з Пьедратахада (ісп. Piedratajada) до Вальпальмас приблизно 1,5 км. Доступ безкоштовний, але так як немає штучного освітлення, можна відвідати тільки в світлий час доби.

## Галерея

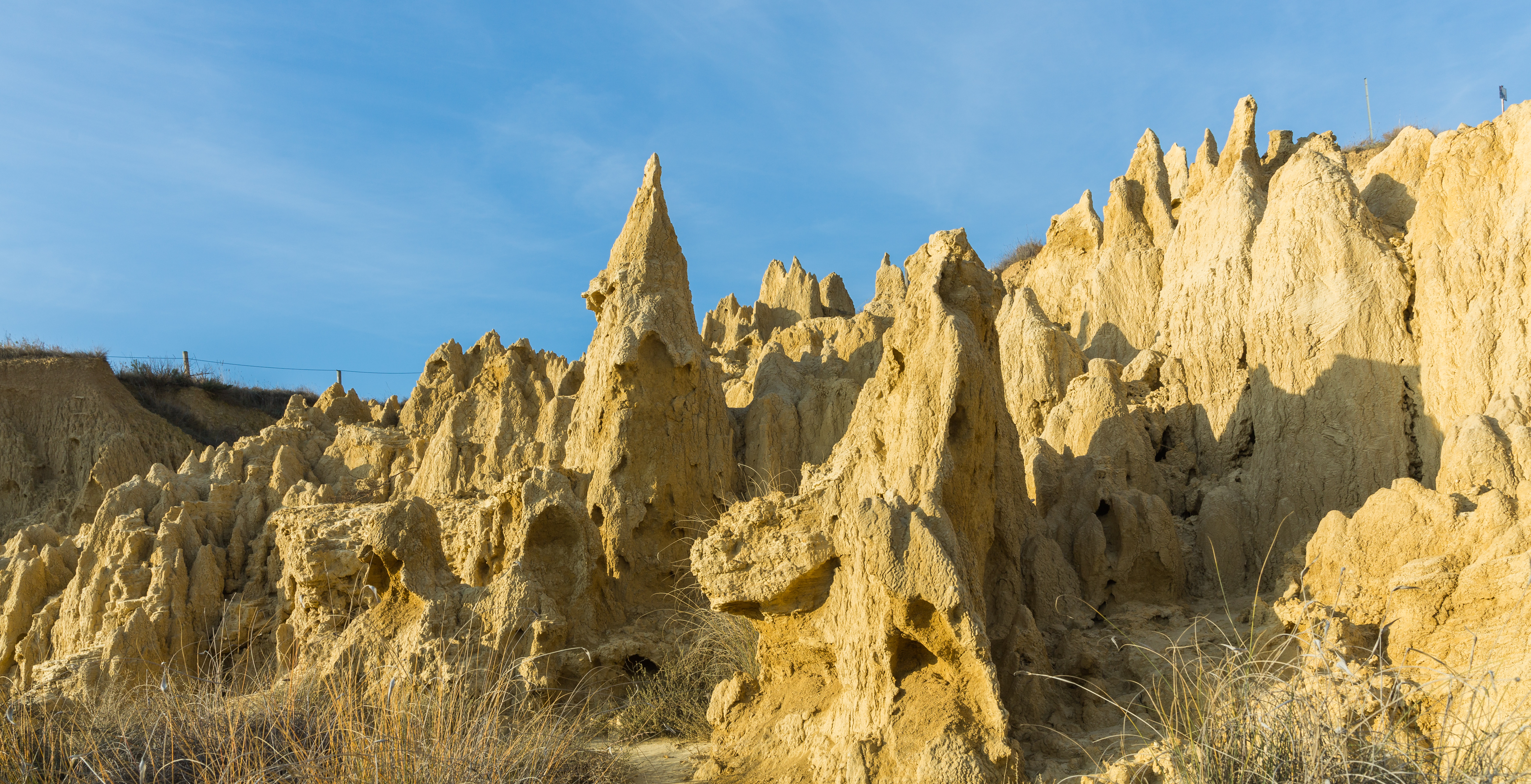
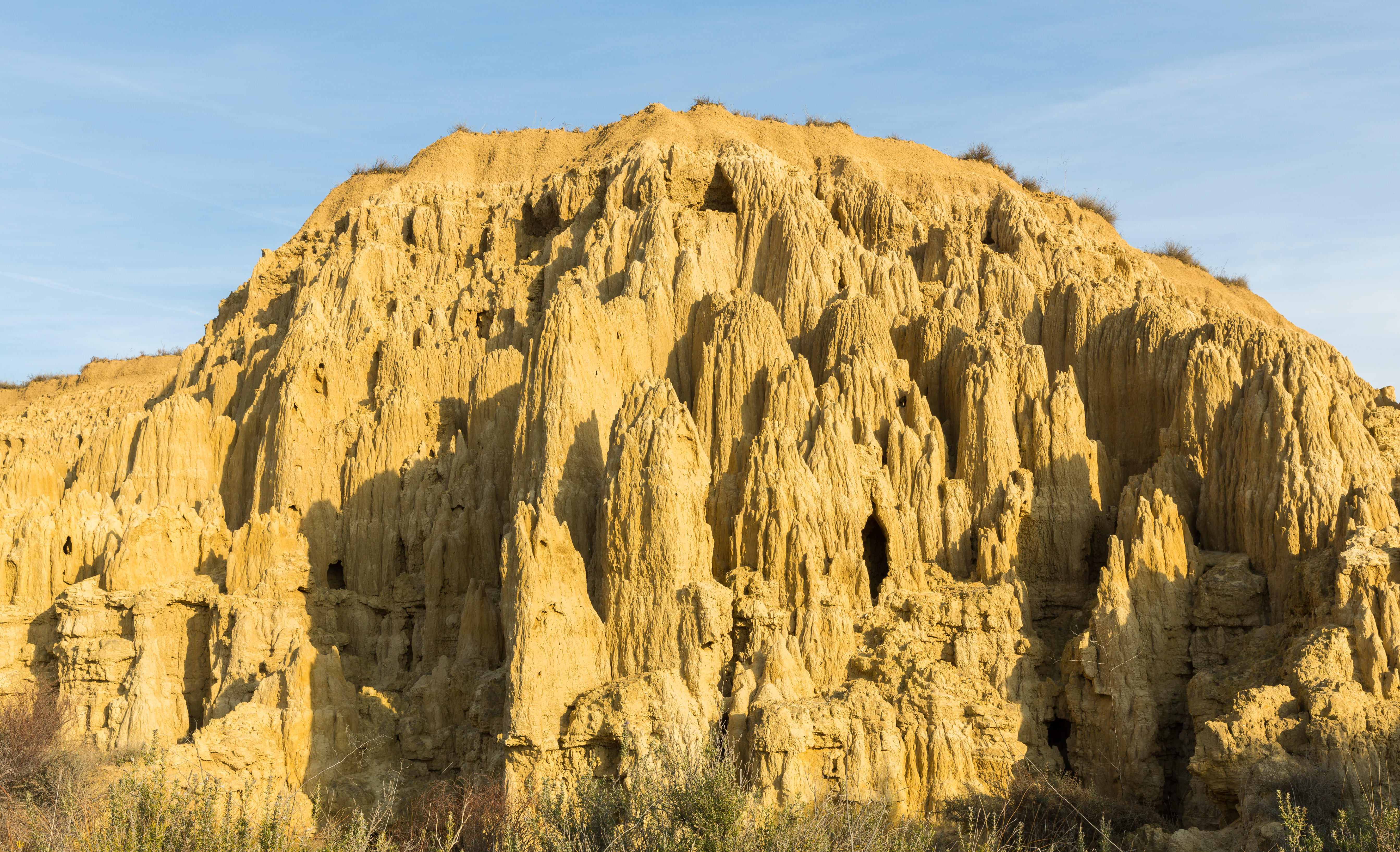
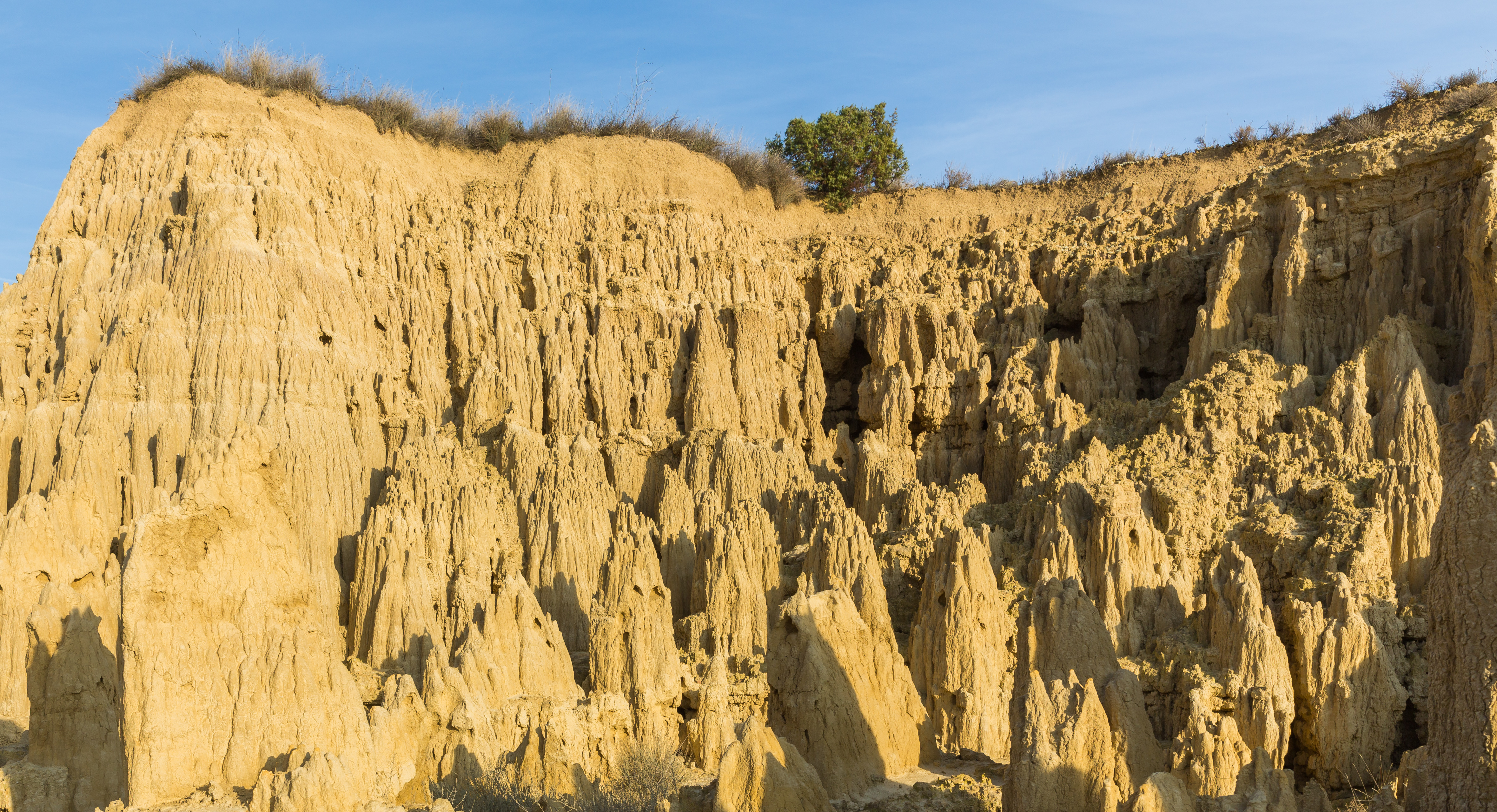
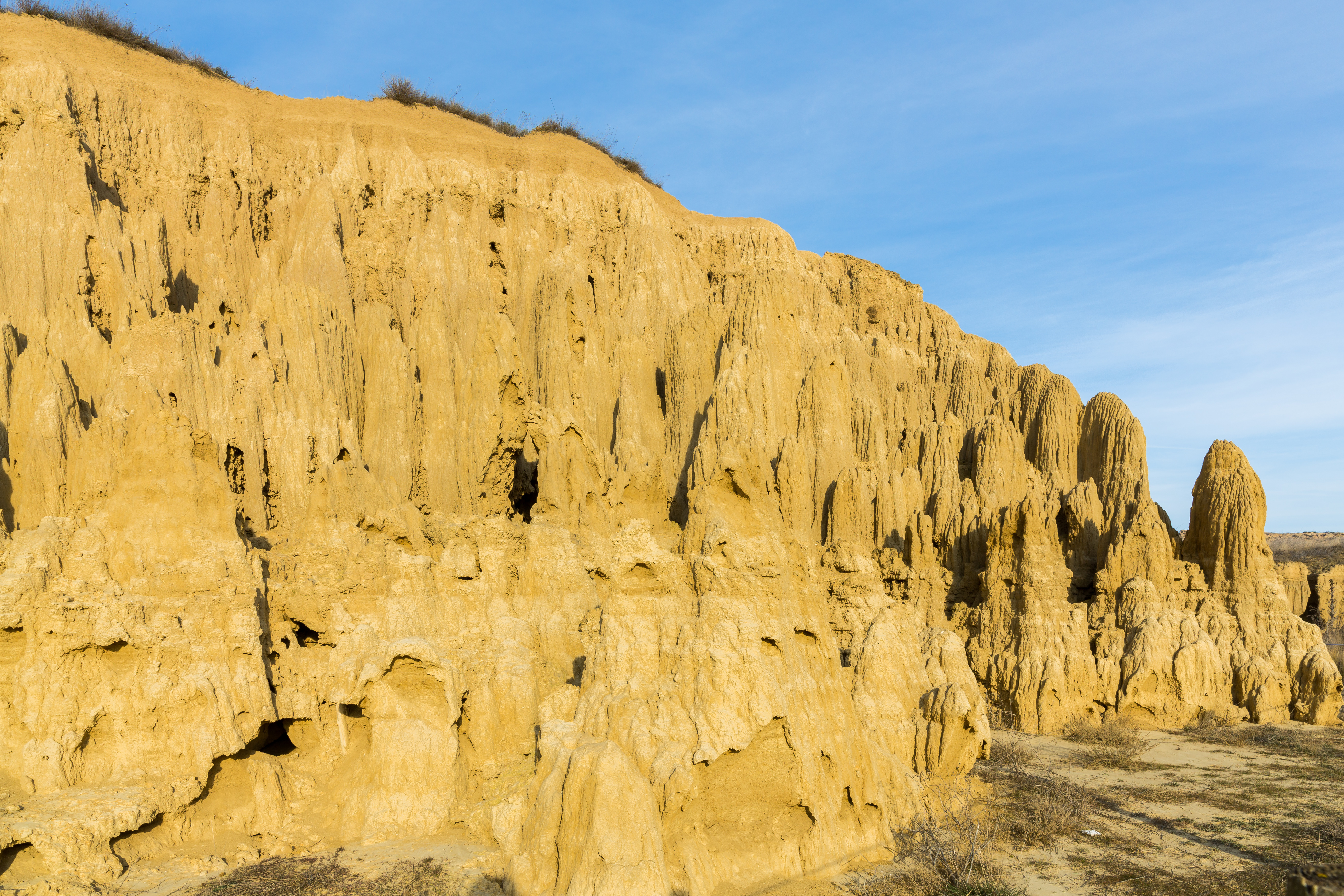
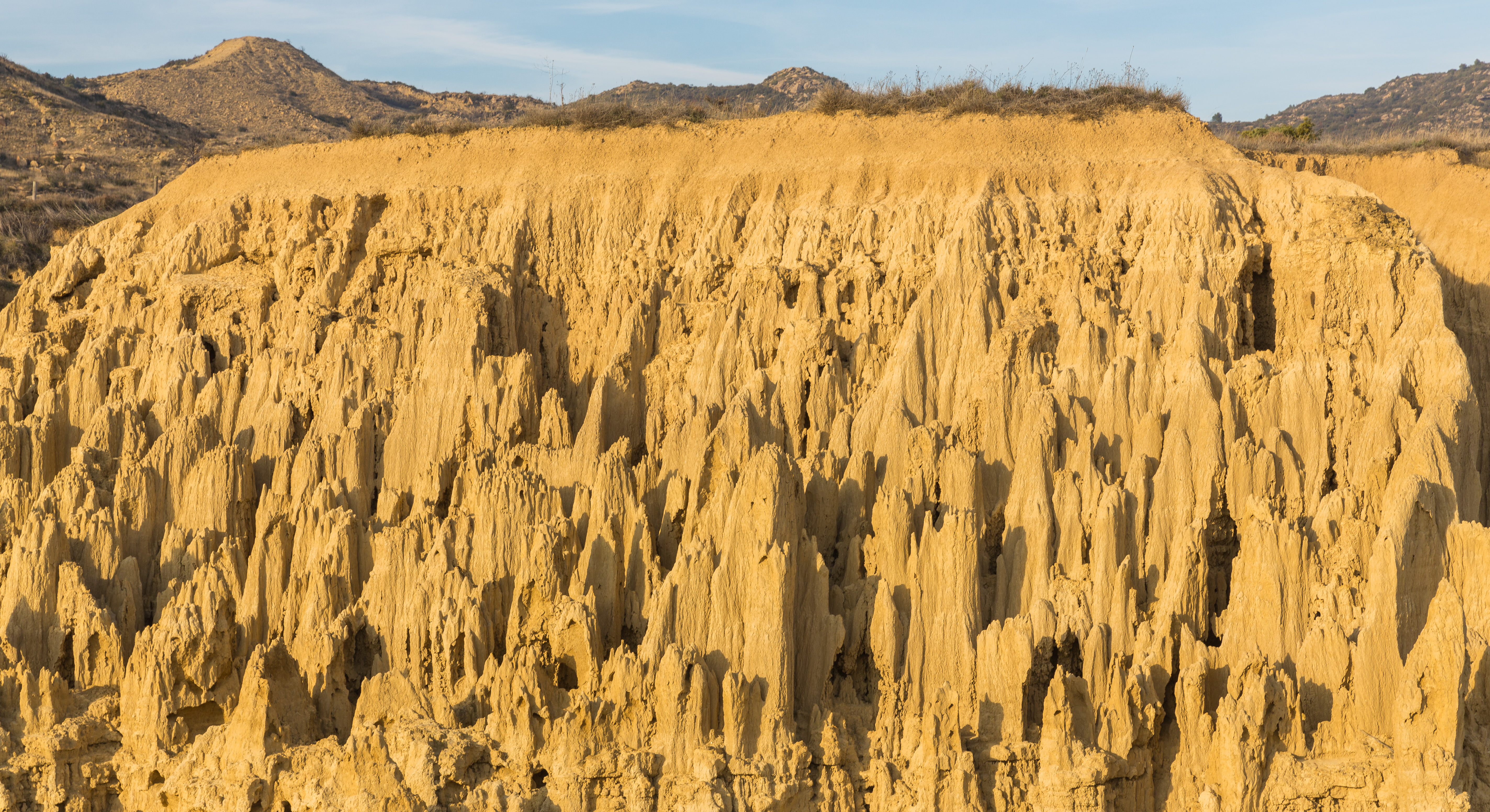
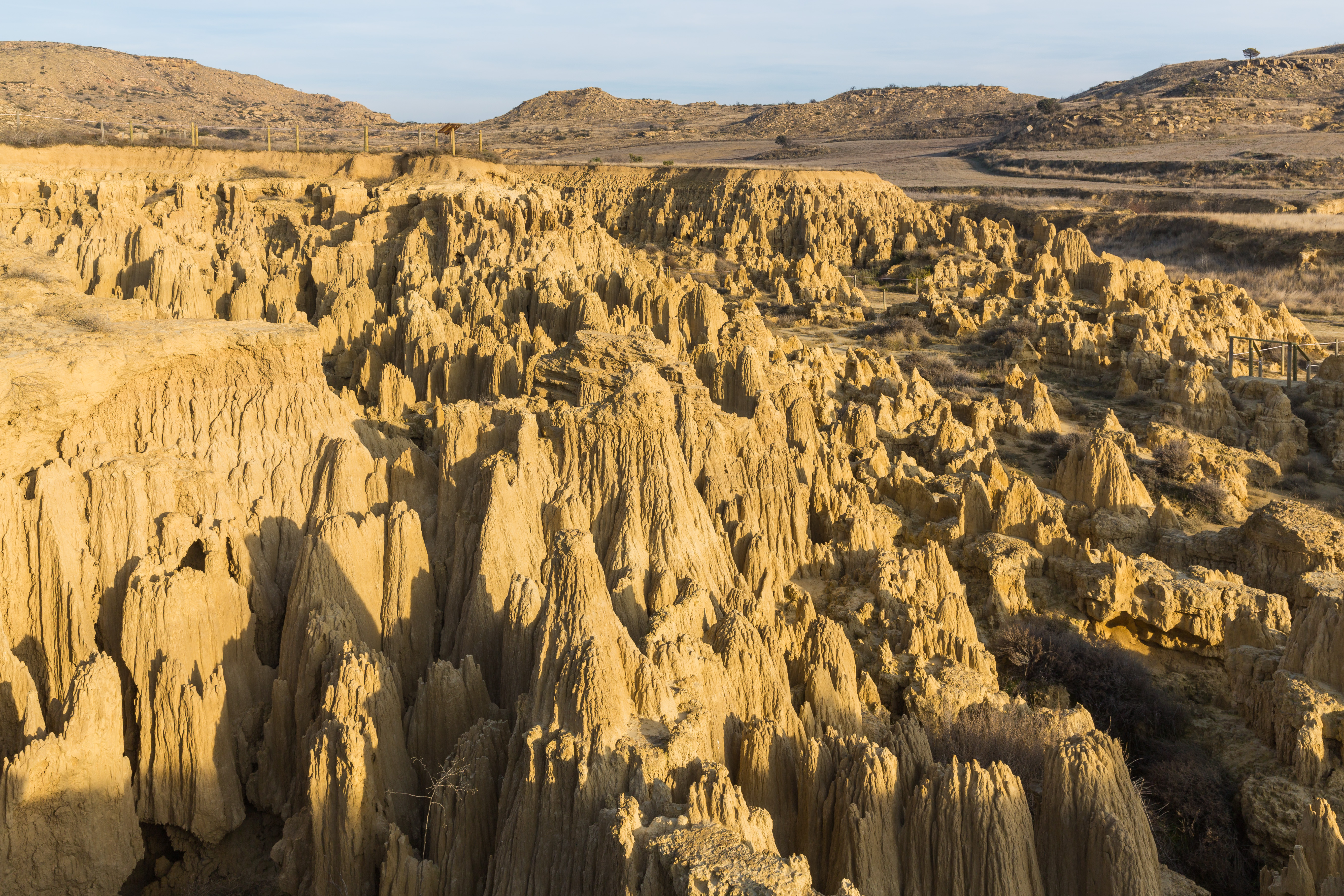